# Plectranthias bauchotae
Plectranthias bauchotae, thường được gọi là cá mú Bauchot, là một loài cá biển thuộc chi Plectranthias trong họ Cá mú. Loài này được mô tả lần đầu tiên vào năm 1980. Loài này được đặt theo tên của nhà ngư học Gerald R. Allen, người đã cung cấp tất cả các mẫu vật của chúng phục vụ cho việc mô tả.

## Phân bố và môi trường sống
P. bauchotae có phạm vi phân bố nhỏ hẹp ở vùng biển Tây Nam Ấn Độ Dương. 8 mẫu vật của nó được tìm thấy xung quanh đảo Madagascar và bãi ngầm Saya de Malha. P. bauchotae sống xung quanh các rạn san hô ở các thềm lục địa, độ sâu tìm thấy khá lớn, được ghi nhận trong khoảng từ 90 đến 192 m.

## Mô tả
Mẫu vật lớn nhất của P. bauchotae đạt kích thước khoảng 6 cm. Màu sắc khi mẫu vật còn tươi của loài cá này không được ghi lại. P. bauchotae chỉ được mô tả qua các mẫu vật đã ngâm rượu. Chúng có màu trắng nhạt với một dải sọc hẹp màu đen, kéo dài từ phía trước môi trên đến mắt; sọc tiếp tục mờ dần về phía sau mắt, gãy đoạn khi qua nắp mang trên. Sọc này xuất hiện mờ ở phần trên của cơ thể và tiếp tục kéo dài giữa cuống đuôi. Một đốm đen mờ, nhỏ ở giữa gốc vây đuôi. Sọc sẫm màu rõ hơn xuất hiện ở các cá thể nhỏ hơn và cá con.
Số gai ở vây lưng: 9 - 10; Số tia vây mềm ở vây lưng: 14; Số gai ở vây hậu môn: 3; Số tia vây mềm ở vây hậu môn: 6 - 7; Số tia vây mềm ở vây ngực: 15 - 17.